# Franz Leonhard Herget

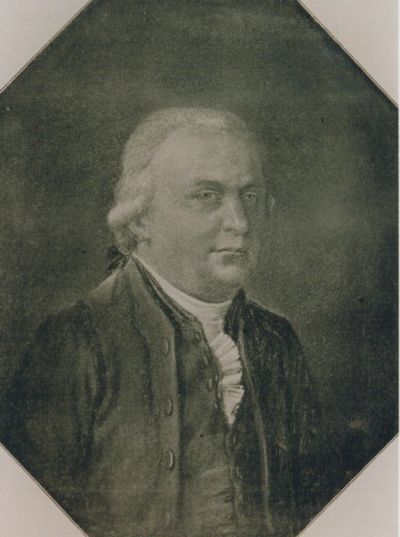
Franz Leonhard Herget

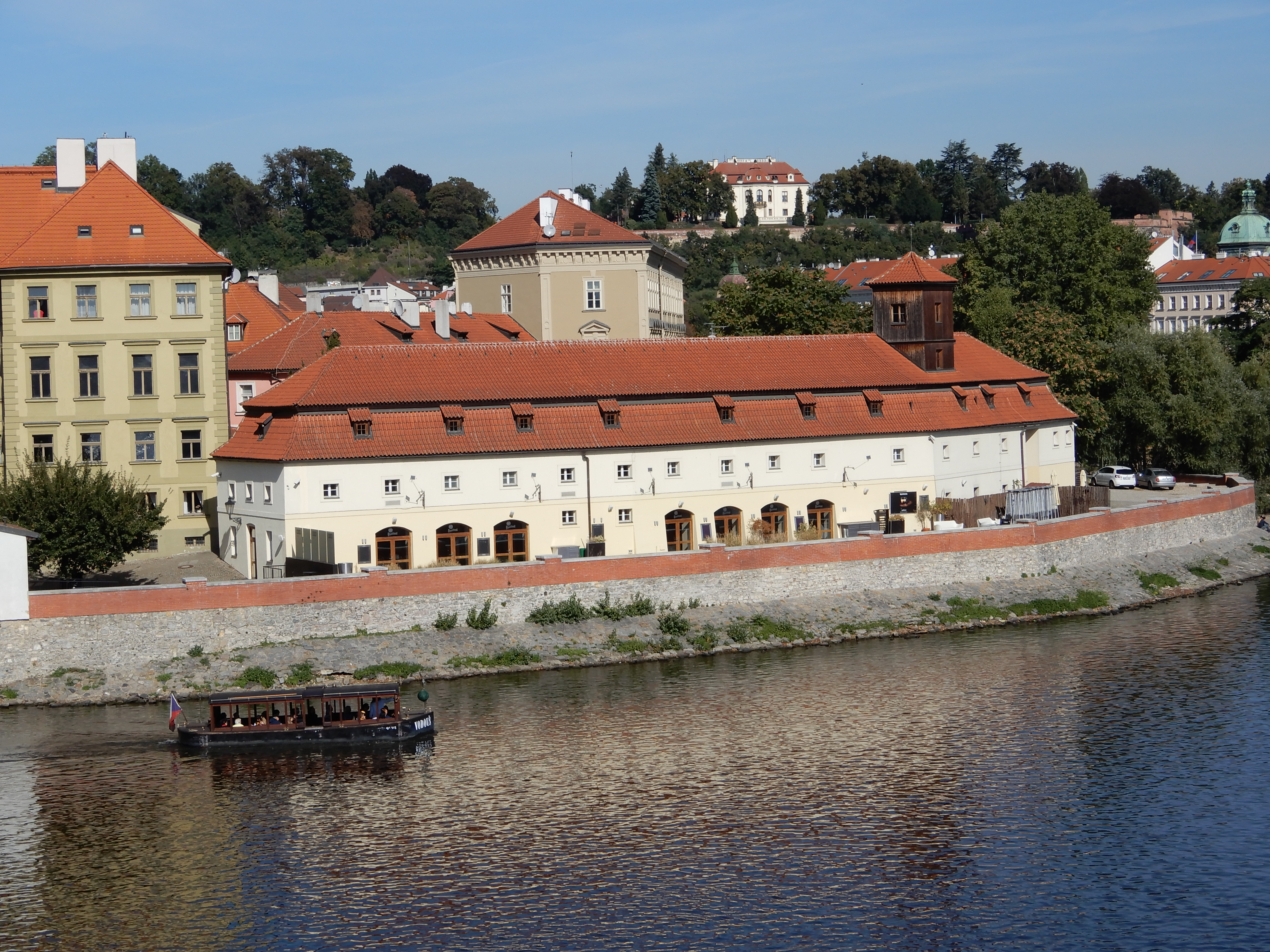
Herget-Ziegelei an der Prager Kleinseite

Franz Anton Leonhard Herget (Taufname Franciscus Leonardus Antonius Josephus) (* 6. November 1741 in Engelhaus, Elbogener Kreis; † 1. Oktober 1800 in Prag) war ein böhmischer Ingenieur, Mathematiker und Pädagoge.

## Leben
Er war der Sohn des Engelhauser Schneidermeisters Johann Andreas Herget und dessen Ehefrau Maria Clara geb. Schmidl aus Miltschowes (Milčeves). Seine Schulzeit verbrachte er in Engelhaus, wo ihn der dortige Pfarrer Franz Ferdinand Frank Unterricht erteilte. Für den geistlichen Stand bestimmt, begann er von 1763 bis 1764 in Prag ein Studium der Katholischen Theologie, darauf der höheren Mathematik. Nach dem Tod seines Lehrers Johann Ferdinand Schor erhielt er 1767 mit 26 Jahren einen Lehrstuhl an der Technischen Universität Prag als Professor für Ingenieurwissenschaften. Sein Gehalt betrug 1200 fl. Anschließend promovierte er zum Doktor der Philosophie und erwarb das Prager Bürgerrecht. Seit 1784 lehrte er an der Universität Prag als ordentlicher Professor Praktische Mathematik. 1788 erfolgte seiner Ernennung zum Provinzialoberbaudirektor. Er war Mitglied der k. k. Patriotisch-ökonomischen Gesellschaft. An der Prager Kleinseite errichtete er die sogenannte Herget-Ziegelei. Sein Sohn, der k. k. Gubernialrat Joseph Leonhard Vinzenz Bernhard von Herget wurde am 12. August 1834 in den österreichischen Adelsstand erhoben. Sein Enkel war der Bauunternehmer und Landtagsabgeordnete Maximilian Herget, sein Ururenkel der österreichische Landschafts- und Porträtmaler Rudolf von Zeileissen und der Diplomat Karl von Zeileissen. 